# Endopterygota
Endopterygota (từ tiếng Hy Lạp cổ endon 'trong' + pterón 'cánh' + Latin mới -ota 'có'), hay còn gọi là Holometabola, là một liên bộ côn trùng trong hạ lớp Neoptera trải qua các giai đoạn ấu trùng, nhộng, và trưởng thành. Chúng trải qua một giai đoạn biến thái hoàn toàn, với giai đoạn ấu trùng hoàn toàn khác về giai đoạn trưởng thành.